# Stalita pretneri
Stalita pretneri är en spindelart som beskrevs av Christa L. Deeleman-Reinhold 1971. Stalita pretneri ingår i släktet Stalita och familjen ringögonspindlar.
Artens utbredningsområde är Kroatien. Inga underarter finns listade i Catalogue of Life.